# Закатальський державний природний заповідник
Закатальський державний природний заповідник (азерб. Zaqatala Dövlət Təbiət Qoruğu) — заповідник, що утворений у 1929 році на території Азербайджанської РСР (в сучасних кордонах з 1961 року) шляхом об'єднання Білоканського та Кахето-Мацехського заповідників для охорони гірсько-лісових ландшафтів, збереження субальпійських рослин, природних комплексів альпійських та нивальських поясів. Розташований на південних схилах Головного Кавказького хребта. Площа — 25 200 га, в тому числі ліси займають 15 772 га, луги — 5830 га. Включає три ділянки: Білоканську, Джарську та Катехську. Рельєф різко пересічений.

## Флора і фауна
В заповіднику проростає понад 800 видів рослин.
У нижній межі лісу (до 1200 м) ростуть дуб іберійський, граб, клени та інші породи, що утворюють мішані ліси. У підліску — ліщина, глід, дерен, чубушник, рододендрон жовтий, мушмула та ін.
У середньому лісовому поясі (1200—1800 м) — незаймані ліси (понад 75 % лісової площі заповідника) з бука східного. Середній вік дерев — 150 років. По долинах річок росте вільха чорна, на верхніх терасах — багаторічні липи, Волоський горіх, хурма, ведмежий горіх, дика черешня.
На зволожених ділянках верхнього лісового поясу (до 2000 м) розвиваються кленові або змішані (граб, бук, горобина, явір, береза пухнаста) ліси, які змінюють високогірні діброви, березове рідколісся та чагарники рододендрона кавказького. Тут же зустрічаються невеликі ділянки сосни гачкуватої, тису, ялівцю.
У субальпійському поясі схили гір покриті високотравними лугами, що використовуються як пасовища дагестанськими турами, благородними оленями та сернами. З висоти 2400 м пролягають щільнодерновинні альпійські луги.
У заповіднику мешкають 37 видів ссавців (олені, кабани, бурі ведмеді, куниці, борсуки, лісові коти, рисі), 8 видів амфібій, 12 видів рептилій, 104 види птахів.